# Еверхард фон Дист
Еверхард фон Дист (на немски: Everhard von Diest; † 5 април 1301) от род фон Дист от белгийската провинция Фламандски Брабант, е 31. княжески епископ на Мюнстер (1275 – 1301).

## Произход и духовна кариера
Еверхард е син на Герхард фон Дист, който е убит в Щедингенската война (1233 – 1234). Роднина е на Зигфрид фон Вестербург, архиепископ на Кьолн (1275 – 1297). Чичо му Йохан фон Дист, епископ на Любек (1254 – 1259), играе голяма роля в неговия възход. Той подкрепя папата и е близък с крал Вилхелм II Холандски († 1256) и е в техните свити.
През 1248 г. Еверхард е пропст на манастир Хюнфелд на кралското имение в Аахен. Той служи дълги години на краля също като нотар. През 1251 г. заедно с бъдещия папа Урбан IV той е свидетел в кралски документ. През 1252 г. той е пропст на Фулда и придружава Вилхелм до Брауншвайг, когато той е признат за немски крал. Еверхард също е пропст на Ст. Гереон в Кьолн. През 1253 г. той е предвиден от папата за епископска длъжност.
Епископът на Мюнстер Герхард фон дер Марк умира през 1272 г. С помощта на крал Рудолф фон Хабсбург Еверхард е избран за епископ, въпреки другите кандидати. През 1275 г. след дългогодишна ваканция Еверхард може да поеме регентството в епископството и манастир Мюнстер.
Той е погребан в катедралата на Мюнстер. След него епископ става Ото III фон Ритберг